# Punctum
En música, punctum (en latín punto) es el nombre adicional que designa a una neuma. Las neumas son los elementos más básicos de la notación musical occidental del siglo IX, antesala de lo que sería la notación empleada del siglo XIII a la actualidad.